# Die Bürger in Wien
Die Bürger in Wien est une pièce d'Adolf Bäuerle.

## Argument
Le riche homme d'affaires Müller et le poète Karl Berg veulent la main de Kathchen, qui aime déjà le poète. Le père Josef Redlich ne les aime pas tous les deux comme gendre, Berg à cause de sa pauvreté, Müller à cause de la source douteuse de sa richesse et parce qu'il ne serait pas un bon patriote. La mère Thérèse défend Müller, éblouie par sa richesse et ses cadeaux pour elle et sa fille.
Lors de la fête d'adieu de Ferdinand, le frère de Käthchen, qui intervient auprès des soldats, la garde bourgeoise tombe sur Müller et le jette à l'extérieur. Le commandant de la garde bourgeoise Toloysky rappelle à tous qu'elle tient désormais la garde au Franzensbrücke.
Toutes les personnes impliquées essaient de faire appel au fabricant de parapluies Staberl comme entremetteur de mariage, lequel promet son aide.
Müller impressionne Thérèse avec un vrai collier de diamants, pour convaincre Käthchen de faire une excursion en bateau avec lui. Alors que le navire passe devant le Franzensbrücke, les bourgeois, y compris Karl, s'aperçoivent que Käthchen résiste désespérément aux importunités de Müller. Elle se libère et saute dans l'eau, Karl saute et la sauve sur le rivage. Tandis que Müller s'échappe pour le moment, Redlich abandonne son refus et approuve l'engagement de Karl et Kathchen.
Müller, prisonnier, veut soudoyer Staberl pour le libérer, mais lui et Toloysky désapprouvent avec indignation. La fête de fiançailles est célébrée dans la maison de Redlich et Staberl chante une chanson qu'il a composée.

## Histoire
La pièce, créée au théâtre de Leopoldstadt en octobre 1813, est le premier et le plus grand succès de Bäuerle en tant qu'auteur de théâtre. L'auteur doit en grande partie ce succès à l'interprète de Staberl, l’acteur Ignaz Schuster. Le personnage de Staberl en tant que successeur de Hanswurst et de Kasperl est la création de Bäuerle.

## Source de la traduction
- (de) Cet article est partiellement ou en totalité issu de l’article de Wikipédia en allemand intitulé « Die Bürger in Wien » (voir la liste des auteurs).